# Jalon Walker
Jalon Nicholas Walker (* 24. Februar 2004 in Conway, South Carolina) ist ein American-Football-Spieler auf der Position des Outside Linebackers. Seit 2025 spielt er bei den Atlanta Falcons in der National Football League (NFL).

## Frühe Jahre
Walker ging in Salisbury (North Carolina) auf die Highschool. Später besuchte er die University of Georgia. In seinem ersten Collegefootballjahr spielte er bereits in allen 15 Spielen für die Georgia Bulldogs. Er erzielte dabei neun Tackles und einen Sack. Darüber hinaus wurde er in dem Jahr National Champion mit den Bulldogs. 2023 erzielte er in 14 Spielen 20 Tackles und fünf Sacks.

## NFL
Walker wurde im NFL Draft 2025 in der ersten Runde an 15. Stelle von den Atlanta Falcons ausgewählt.

## Persönliches
Walkers Vater Curtis Walker war zwischen 2012 und 2022 Collegefootballtrainer auf dem Catawba College.